# Cretácico Superior
| Era Eratema | Periodo Sistema | Época Serie         | Edad Piso                      | Inicio, en millones de años |
| ----------- | --------------- | ------------------- | ------------------------------ | --------------------------- |
| Mesozoico   | Cretácico       | Superior / Tardío   | Maastrichtiense Maastrichtiano | 72,2±0,2                    |
| Mesozoico   | Cretácico       | Superior / Tardío   | Campaniense Campaniano         | 83,6±0,2                    |
| Mesozoico   | Cretácico       | Superior / Tardío   | Santoniense Santoniano         | 85,7±0,2                    |
| Mesozoico   | Cretácico       | Superior / Tardío   | Coniaciense Coniaciano         | 89,8±0,3                    |
| Mesozoico   | Cretácico       | Superior / Tardío   | Turoniense Turoniano           | 93,9±0,2                    |
| Mesozoico   | Cretácico       | Superior / Tardío   | Cenomaniense Cenomaniano       | 100,5±0,1                   |
| Mesozoico   | Cretácico       | Inferior / Temprano | Albiense Albiano               | 113,2±0,3                   |
| Mesozoico   | Cretácico       | Inferior / Temprano | Aptiense Aptiano               | 121,4±0,6                   |
| Mesozoico   | Cretácico       | Inferior / Temprano | Barremiense Barremiano         | 125,77                      |
| Mesozoico   | Cretácico       | Inferior / Temprano | Hauteriviense Hauteriviano     | 132,6±0,6                   |
| Mesozoico   | Cretácico       | Inferior / Temprano | Valanginiense Valanginiano     | 137,05±0,20                 |
| Mesozoico   | Cretácico       | Inferior / Temprano | Berriasiense Berriasiano       | 143,1                       |
| Mesozoico   | Jurásico        | Jurásico            | Jurásico                       | 201,4±0,2                   |
| Mesozoico   | Triásico        | Triásico            | Triásico                       | 251,9±0,024                 |

El Cretácico Superior es la segunda y última serie del Cretácico en la escala temporal geológica. Se denomina Cretácico Tardío cuando se refiere a la época correspondiente. Sucede al Cretácico Inferior y precede al Paleoceno (primera serie del Paleógeno). Comienza hace unos 100 millones de años y finaliza hace 66 millones de años. Está dividido en seis edades/pisos: Cenomaniense, Turoniense, Coniaciense, Santoniense, Campaniense y Maastrichtiense. Los términos Cretáceo Superior y Cretáceo Tardío están obsoletos.[cita requerida]
Durante este tiempo se diversificaron los dinosaurios ceratópsidos, tiranosáuridos, hadrosáuridos, ankylosáuridos, etc. Las primeras aves y mamíferos se hicieron abundantes. En el mar acechaban grandes depredadores como los plesiosaurios y mosasáuridos. Las plantas con flores se expandieron por todos los continentes.
Los continentes en estos tiempos ya estaban separados y tenían una forma parecida a la actual pero con muchas partes distintivas, por ejemplo: en el interior de Norteamérica hubo un gran mar que dividía al continente, conocido como "Vía marítima Cretácica" o "Mar interior occidental", donde cazaban los grandes depredadores marinos. La India permaneció durante mucho tiempo como un continente aislado, separándose cada vez más de África hasta que colisiona con Asia durante el Eoceno, mucho tiempo después.
El fin del Cretácico está marcado por la Extinción masiva del Cretácico-Paleógeno (extinción del K-Pg).

## Clima
Durante el Cretácico Superior el clima era más cálido de lo que es actualmente, si bien se evidencia una tendencia hacia un clima más frío en el período. Los trópicos se restringieron a la región ecuatorial y las latitudes del norte experimentaron condiciones climáticas más estacionales.

## Paleogeografía
Debido a la tectónica de placas, se produjo la expansión del océano Atlántico, lo que tuvo como consecuencia el desplazamiento gradual de las Américas hacia el oeste. El mar interior occidental dividió América del Norte en una mitad oriental y una occidental: Appalachia y Laramidia. Europa mantuvo el curso hacia el norte en dirección a Asia. En el hemisferio sur, Australia y la Antártida aparentemente permanecieron conectadas y comenzaron a alejarse de África y América del Sur. Lo que hoy es Europa solía ser una cadena de islas con algunas especies de dinosaurios enanos endémicos de estas islas.

## Fauna de vertebrados

### Dinosaurios
Durante el Cretácico Superior, los hadrosaurios, anquilosaurios y ceratopsios habitaban Asiamérica (comprendida por el América del Norte occidental y Asia oriental). Los tiranosauroideos eran los predadores de gran tamaño dominantes de América del Norte. También habitaban en Asia, aunque por lo general eran más pequeños y primitivos que las variedades norteamericanas. Los paquicefalosaurios también eran oriundos de América del Norte y Asia. Los dromeosáuridos compartían la misma distribución geográfica y existe buena documentación que los ubica en Mongolia y en América del Norte occidental. Los terizinosaurios (anteriormente conocidos como segnosaurios) aparentemente habitaban América del Norte y Asia. Gondwana presentaba una fauna de dinosaurios muy diferente, comprendida por depredadores que en su mayoría eran abelisaurios y carcharodontosaurios; y por herbívoros entre los que dominaban los titanosaurios.